# К'єлль Родіан
К'єлль Родіан (дан. Kjell Rodian, 30 червня 1942 — 29 грудня 2007) — данський велогонщик.
Срібний призер Олімпійських Ігор 1964 року в груповій шосейній гонці.